# 阿富汗民族主义

传统的黑红绿三色旗是阿富汗民族主义的主要象征

阿富汗民族主义，又称泛阿富汗主义，是指阿富汗人为一个民族的信念或主张。阿富汗民族主义者倡导阿富汗所有民族的文化融合。阿富汗民族主义的概念在政治上与普什图民族主义有重叠，后者支持“大阿富汗”的理念（即声称巴基斯坦的普什图语地区应归属阿富汗），但阿富汗民族主义者并不总是对巴基斯坦的普什图语地区提出领土要求。